# ووتر توليدو
ووتر توليدو (بالهولندية: Wouter Toledo)‏ هو متزلج فني هولندي، ولد في 17 مايو 1944 في موسكو في روسيا، وتوفي في 21 يوليو 2018.